# Tour de Hongrie
Il Tour de Hongrie (it. Giro d'Ungheria) è una corsa a tappe maschile di ciclismo su strada che si disputa annualmente nel mese di maggio in Ungheria. Creato nel 1925, si corre solitamente nell'arco di cinque giorni. Nel 2015 fu inserito nel calendario dell'UCI Europe Tour nella classe 2.2; nel 2018 divenne prova di classe 2.1, mentre dal 2023 farà parte del circuito UCI ProSeries.

## Storia
Nato nel giugno del 1925 e storicamente riservato ai ciclisti della categoria Dilettanti, si è corso con continuità fino alla Seconda Guerra Mondiale, tranne che nel 1928 perché a Budapest si disputarono i Campionati del mondo di ciclismo e nel 1936 per via dei Giochi Olimpici a Berlino. Dal 1966 al 1992 a seguito dei cambiamenti politici nel paese, non si è svolta alcuna edizione. Dal 1993 al 2008 si è corso con brevi interruzioni. Sospeso nuovamente dal 2009 al 2014, dal 2015 è inserito nel calendario dell'UCI Europe Tour come prova di classe 2.2, nel 2018 viene promosso alla classe 2.1, con conseguente apertura ai WorldTeams, e nel 2019 viene spostato da agosto a maggio. Nel 2023 farà un'ulteriore salto di qualità, passando dal circuito UCI Europe Tour all'UCI ProSeries.

## Albo d'oro
Aggiornato all'edizione 2025.
| Anno      | Vincitore                                                              | Secondo                                                                | Terzo                                                                  |
| --------- | ---------------------------------------------------------------------- | ---------------------------------------------------------------------- | ---------------------------------------------------------------------- |
| 1925      | Károly Jerzsabek                                                       | Gedeon Ladányi                                                         | József Bouska                                                          |
| 1926      | László Vida                                                            | Károly Hölcz                                                           | Rezso Bouska                                                           |
| 1927      | László Vida                                                            | Dezső Huszka                                                           | Károly Hugyecz                                                         |
| 1928      | non disputato per i Mondiali su strada a Budapest                      | non disputato per i Mondiali su strada a Budapest                      | non disputato per i Mondiali su strada a Budapest                      |
| 1929      | Oskar Thierbach                                                        | Béla Jálics                                                            | János Istenes                                                          |
| 1930      | Vasco Bergamaschi                                                      | János Pech                                                             | Andrea Minasso                                                         |
| 1931      | István Liszkay                                                         | István Nemess                                                          | Guglielmo Segato                                                       |
| 1932      | József Vitéz                                                           | István Nemess                                                          | Livio Carlotti                                                         |
| 1933      | Kurt Stettler                                                          | Hans Martin                                                            | László Orczán                                                          |
| 1934      | Károly Szenes                                                          | István Liszkay                                                         | Béla Mádl                                                              |
| 1935      | Károly Németh                                                          | Ferenc Éles                                                            | István Adorján                                                         |
| 1936      | non disputato per concomitanza con Giochi della XI Olimpiade a Berlino | non disputato per concomitanza con Giochi della XI Olimpiade a Berlino | non disputato per concomitanza con Giochi della XI Olimpiade a Berlino |
| 1937      | Anton Strakati                                                         | Stanisław Wasilewski                                                   | Antal Szalay                                                           |
| 1938-41   | non disputato                                                          | non disputato                                                          | non disputato                                                          |
| 1942      | Ferenc Barvik                                                          | Gyula Gere                                                             | Mihály Irházi                                                          |
| 1943      | István Liszkay                                                         | Gyula Gere                                                             | Lakatos                                                                |
| 1944-48   | non disputato                                                          | non disputato                                                          | non disputato                                                          |
| 1949      | André Labeylie                                                         | Rudolf Lauscha                                                         | Roger Bourgeteau                                                       |
| 1950-52   | non disputato                                                          | non disputato                                                          | non disputato                                                          |
| 1953      | József Kis-Dala                                                        | Béla Bartusek                                                          | Márton Bencze                                                          |
| 1954      | non disputato                                                          | non disputato                                                          | non disputato                                                          |
| 1955      | Győző Török                                                            | József Albert                                                          | Lajos Szabó                                                            |
| 1956      | Győző Török                                                            | Károlyi                                                                | János Bende                                                            |
| 1957-61   | non disputato                                                          | non disputato                                                          | non disputato                                                          |
| 1962      | Adolf Christian                                                        | János Juszkó                                                           | Ferenc Horváth                                                         |
| 1963      | András Mészáros                                                        | Béla Juhász                                                            | János Juszkó                                                           |
| 1964      | Ferenc Stámusz                                                         | Béla Juhász                                                            | András Dévay                                                           |
| 1965      | László Mahó                                                            | György Balaskó                                                         | János Juszkó                                                           |
| 1966-92   | non disputato                                                          | non disputato                                                          | non disputato                                                          |
| 1993      | Jens Dittmann                                                          | Gábor Kovács                                                           | Dominique Perras                                                       |
| 1994      | Wolfgang Kotzmann                                                      | Oleksandr Klymenko                                                     | Andreas Lauk                                                           |
| 1995      | Sergej Ivanov                                                          | Aleksandr Kaveckij                                                     | Jens Dittmann                                                          |
| 1996      | Aleksandr Tolomanov                                                    | János Istlstekker                                                      | Karoly Eisenkrammer                                                    |
| 1997      | Zoltán Bebtó                                                           | Yuri Zajak                                                             | Balázs Rothmer                                                         |
| 1998      | Alexandre Rotar                                                        | Volodymyr Nanayenko                                                    | Karoly Eisenkrammer                                                    |
| 1999-2000 | non disputato                                                          | non disputato                                                          | non disputato                                                          |
| 2001      | Mikoš Rnjaković                                                        | Róbert Nagy                                                            | Roman Broniš                                                           |
| 2002      | Zoltán Vanik                                                           | Jan Faltýnek                                                           | Radek Blahut                                                           |
| 2003      | Zoltán Remák                                                           | Matej Jurčo                                                            | Kacper Sowiński                                                        |
| 2004      | Zoltán Remák                                                           | Phillip Thuaux                                                         | Martin Prázdnovský                                                     |
| 2005      | Tamás Lengyel                                                          | Martin Prázdnovský                                                     | Glen Chadwick                                                          |
| 2006      | Martin Riška                                                           | Zoltán Remák                                                           | Csaba Szekeres                                                         |
| 2007      | Andrew Bradley                                                         | Miroslav Keliar                                                        | Stefan Pöll                                                            |
| 2008      | Hans Bloks                                                             | Vladimir Kerkez                                                        | Ivan Stević                                                            |
| 2009-14   | non disputato                                                          | non disputato                                                          | non disputato                                                          |
| 2015      | Tom Thill                                                              | Andi Bajc                                                              | James Early                                                            |
| 2016      | Mihkel Räim                                                            | Oleksandr Polivoda                                                     | Daniel Turek                                                           |
| 2017      | Daniel Jaramillo                                                       | Barnabás Peák                                                          | Tadej Pogačar                                                          |
| 2018      | Manuel Belletti                                                        | Kamil Małecki                                                          | Paolo Totò                                                             |
| 2019      | Krists Neilands                                                        | Márton Dina                                                            | Attila Valter                                                          |
| 2020      | Attila Valter                                                          | Quinn Simmons                                                          | Damien Howson                                                          |
| 2021      | Damien Howson                                                          | Ben Hermans                                                            | Antonio Tiberi                                                         |
| 2022      | Eddie Dunbar                                                           | Óscar Rodríguez                                                        | Samuele Battistella                                                    |
| 2023      | Marc Hirschi                                                           | Ben Tulett                                                             | Yannis Voisard                                                         |
| 2024      | Thibau Nys                                                             | Emanuel Buchmann                                                       | Wout Poels                                                             |
| 2025      | Harold Martín López                                                    | Alessandro Covi                                                        | Albert Withen Philipsen                                                |

## Vittorie per nazione
| Pos. | Nazione | Vittorie |
| ---- | --- | -------- |
| 1    | Ungheria | 20       |
| 2    | Slovacchia Austria                                                                                           | 3        |
| 4    | Germania Ucraina Italia Svizzera                                                                             | 2        |
| 9    | Francia Russia Jugoslavia Paesi Bassi Lussemburgo Estonia Colombia Lettonia Australia Irlanda Belgio Ecuador | 1        |